# Amsterdam (Saskatchewan)
Amsterdam ist ein nördlich von Canora liegender Weiler (Hamlet) in der kanadischen Provinz Saskatchewan. Er liegt zentral in der Gemeinde Buchanan No. 304. Der Highway 9 verläuft nahe der 
Ortschaft.
Amsterdam wurde in der Wende zum 20. Jahrhundert von niederländischen Einwanderern gegründet und hatte in der Blütezeit ein Postamt, einen Getreideheber, eine Garage und eine Schule. Heute hat der Ort weniger als 25 Einwohner, wovon die meisten ukrainischen Ursprungs sind.